# 헤르손 국제공항

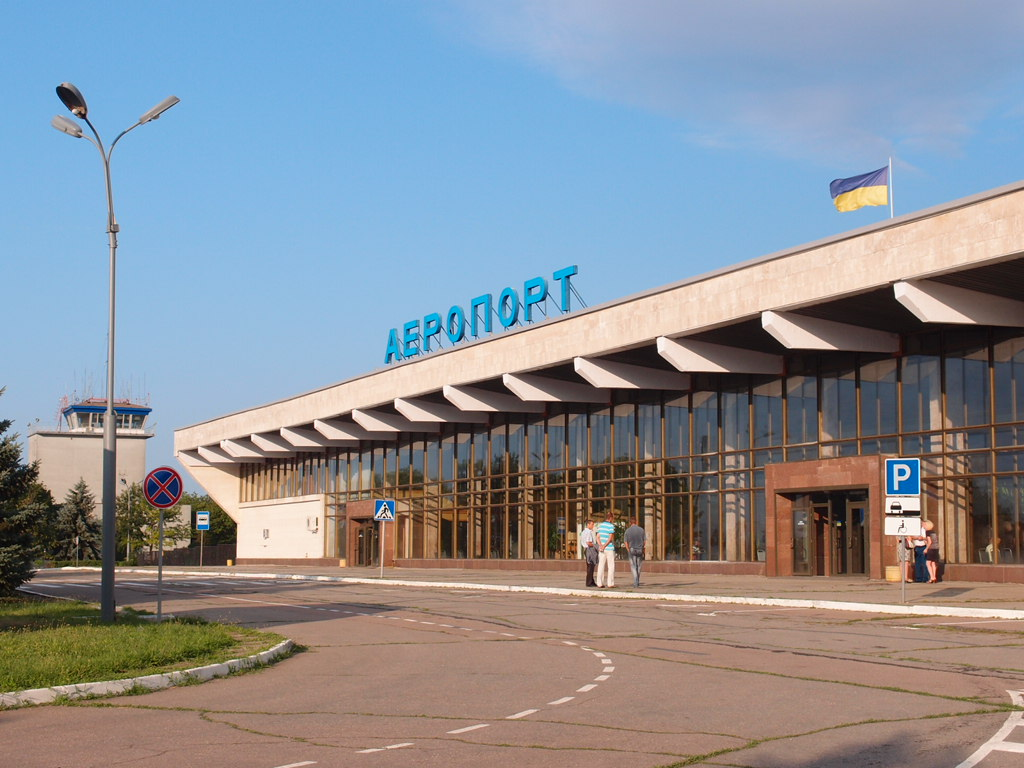

헤르손 국제공항(Kherson International Airport, IATA: KHE, ICAO: UKOH)은 우크라이나 헤르손시를 관할하는 민간/군사용 공항이다. 헤르손 외곽 북서쪽의 헤르손주 초르노바이우카에 위치해 있다.
2022년 2월 27일 2022년 러시아의 우크라이나 침공 기간에 러시아군에 의해 포획되었다.
500m 길이의 활주로 2개는 공군 개별산개형 주기장 구획 내에 위치한 공군전용으로, 과거 소련시기 활주이착륙이 정석 이착륙법인 로터직경 35m, 탑재량 12톤급 초대형 수송헬기인 Mi-6의 운용을 위해 건설된 헬기전용 활주로로서, 해당 기종의 우크라이나 최후운용분이 이곳에서 퇴역했다.

## 통계
| 연도 | 승객    | 전년 대비 변화 |
| ---- | ------- | -------------- |
| 2014 | 7,900   |                |
| 2015 | 61,235  | 675.1%         |
| 2016 | 62,557  | 2.2%           |
| 2017 | 105,900 | 69.3%          |
| 2018 | 150,100 | 41.7%          |
| 2019 | 154,046 | 2.6%           |